# 薛凤霄
薛凤霄（1914年10月11日—2007年9月7日），男，山西五台人，中华人民共和国政治人物。

## 生平
薛凤霄是山西省五台县上庄村人。1935年11月，加入中国共产党并参加工作。先后担任大同市人民委员会市长、中国共产党雁北地区委员会书记、第十二届中国共产党中央纪律检查委员会委员。
退休后，薛凤霄享受副省级干部的住房、医疗待遇，
2007年9月7日病逝。

## 家庭
长子薛荣哲曾任山西省副省长、省政协副主席。